# مرگ درخور اوست
مرگ درخور اوست یا مرگ برازندهٔ اوست (به انگلیسی: Death Becomes Her) فیلمی به کارگردانی رابرت زمکیس با بازی مریل استریپ محصول کشور ایالات متحده آمریکا است.